# أدريان سوان
أدريان سوان (بالإنجليزية: Adrian Swan)‏ هو متزلج فني أسترالي، ولد في 21 مايو 1932 في ملبورن في أستراليا، وتوفي بنفس المكان في 21 فبراير 2006.

## وصلات خارجية
- أدريان سوان على موقع اللجنة الأولمبية الدولية (الإنجليزية)
- أدريان سوان على موقع أوليمبيديا (الإنجليزية)
- أدريان سوان على موقع اللجنة الأولمبية الأسترالية (الإنجليزية)